# Medieșu Aurit (gmina)
Medieșu Aurit – gmina w Rumunii, w okręgu Satu Mare. Obejmuje miejscowości Băbășești, Iojib, Medieșu Aurit, Medieș-Râturi, Medieș-Vii, Potău i Românești. W 2011 roku liczyła 6683 mieszkańców.